# میر یزدان‌بخش
میر یزدان‌بخش بهسودی (۱۱۶۹–۱۲۱۱ش)، (۱۷۹۰–۱۸۳۲م)، از رهبران هزاره در قرن نوزدهم از سال‌های ۱۸۴۳ الی ۱۸۶۳ (میلادی) در بهسود (در افغانستان کنوی) بود. او در مقابل تهاجم حاکم کابل، دوست‌محمد خان، چند بار ایستادگی کرد و یکبار به زندان افتاد. یزدان بخش سرانجام با کمک نیروهای انگلیسی، دستگیر و کشته شد.

## آمدن و رفتن
میر یزدان‌بخش پسر میرعلی بیگ، متولد سال ۱۱۶۹ خورشیدی (۱۷۹۰ میلادی) در روستای خارزار، هزارستان، افغانستان بود. او در ۱۲۱۱ش دستگیر و کشته شد.

## شروع فعالیت
او پس از کشته شدن پدرش توسط میرهای سیغان، قدرت را از برادر بزرگش، میر محمدشاه قبضه کرد و بلافاصله شروع به سرکوب مرادعلی بیگ سیغان، شاه بیگ‌خان قندوز و میرزا ابابکر یارقند نمود. حاکمان نام‌برده به روستاهای هزاره شمال کوه بابا چَپَو می‌کردند و مردان، زنان و اطفال هزاره را برای بردگی به اسارت می‌گرفتند؛ شکست آنها توسط میر یزدان بخش منجر به وسعت قلمرو بهسود، از غرب به دایزنگی از جنوب به غزنی، از شمال به قندوز و از غرب به ارغنده کابل شد. منعقد کردن معاهدات هم‌پیمانی میر یزدان بخش با میر محب یکه‌اولنگ، میر یوسف بیگ دایزنگی، میر حیدر بیگ دایکندی، میر حسن بیگ سرجنگل و میر گلستان بیگ قره‌باغ باعث خاطر تشویش دوست‌محمدخان، حاکم کابل و مؤسس سلسله بارک‌زایی شد. این اختلافات بین حاکم کابل و بهسود باعث دو دور لشکرکشی دوست‌محمد خان به همکاری کوچی‌های پشتون به هزاره‌جات گردید.

## نبرد میر بهسود با حاکم کابل
دوست‌محمد برای کاهش قدرت میر یزدان بخش به بهسود حمله کرد. میر یوسف بیگ دایزنگی، متحد میر یزدان بخش به کمک میر یزدان بخش شتافت و بیشترین تلفات را در دره میدان (میدان وردک) بر قشون دوست محمد وارد ساخته، او را به کابل راندند. دوست‌محمد به قصد تلافی این شکست در حال تدارک دوباره قشون خود بود اما جنگ اول افغان و انگلیس شروع شده، انگلیسی‌ها به ترتیب قندهار، غزنی و کابل را گرفتند و شاه‌شجاع را جانشین دوست‌محمد نمودند. دوست‌محمد به بلخ و از آنجا به بخارا فرار کرد اما به دلیل عدم کمک روسیه، خود را تسلیم انگلیس نمود؛ به دستور لارد انگلیس دوست محمد مدت پنج سال در کلکته محبوس گشت.

## زندانی شدن میر یزدان بخش
پس از جنگ دوم افغان و انگلیس، انگلیسی‌ها دوست‌محمد را از هند با خود آورده و او را به عنوان امیر افغانستان منصوب نمودند. دوست محمد برای تلافی شکست قبلی خود از میریزدان بخش بواسطه هزاره‌های کابل و قزلباش‌ها از او دعوت آمدن به کابل را نمود. وی ابراز داشت که برای اتحاد افغانستان در مقابل انگلیس حل اختلافات همدیگر ضروری است و شیعیان کابل را ضمانت قرار داده، مکرراً پیام دوستی به میر یزدان بخش می‌فرستاد. سرانجام میریزدان همراه با همسر خود و گروهی از نزدیکان‌اش به کابل رفتند اما مورد خشم دوست‌محمد قرار گرفته به زندان افتادند. میریزدان بخش با پیشنهاد پول به زندان‌بان‌ها موفق به فرار به بهسود شد.

## کشته شدن میر یزدان بخش
پس از فرار میریزدان بخش، سیاست مصالحه دوست محمد شکست خورد و سیاست قبلی‌ترش نیز که جنگ بود نیز به شکست انجامیده‌بود. اما این‌بار با سیاست جدیدی که از انگلیسی‌ها فراگرفته بود اقدام به تشکیل یک گروه جاسوسی نمود و با پوشش مخالفان حکومتی به بهسود فرستاد. این گروه به رهبری حاجی‌خان کاکُر موظف بود تا با جلوه‌دادن خودشان به عنوان یاغیان دولتی، خاطرنظر میریزدان بخش را جلب کنند و به طریقی در اولین فرصت او را به قتل برسانند.
این گروه از طریق نامه‌ها و دیدارها با افراد نزدیک میر، موفق به ملاقات با میریزدان بخش در کهمرد شدند. ماسون و موهن‌لال انگلیسی مشاوران اصلی جاسوسی این گروه بودند، ماسون می‌نویسد: با ورود میریزدان بخش، میرعباس، برادر میریزدان بخش و دو میر دیگر که از دایزنگی بودند به داخل خیمه، فوراً آنها را دستگیر کرده در غل و زنجیر انداختیم، اعضای گروه ما که منطقه را زیر نظر گرفته‌بودند فوراً محافظان میر را که از ۵۰ تن بیش نبودند به دام انداخته خیلی‌شان در اثر مقاومت کشته شدند. ما بدون کدام مشکلی از منطقه کهمرد که بیشتر تاجیک بودند و هزاره‌ها قدرت قابل توجهی در آنجا نداشتند بیرون آمده، می‌خواستیم به کابل برویم، اما تمام اسیران ما به دلیل سرمای شدید زمستان که برهنه راه می‌پیمودند، در راه جان‌دادند. پس از ورود ما به کابل دوست محمد به جز من و موهن‌لال، دستور قتل بقیه گروه از جمله حاجی‌خان کاکر را صادر کرد.
کشته شدن میریزدان بخش باعث تضعیف قدرت هزاره‌ها شد که زمینه را برای کشتار عبدالرحمان خان فراهم نمود. از زمان عبدالرحمان بدینسو، هزاره‌ها توسط حاکمان بارک‌زایی مورد کشتار قرار گرفتند، پس از به قدرت رسیدن خاندان محمد نادرشاه، هزاره‌ها بیشتر تخریب بی‌هویتی و فرهنگی می‌شدند و تا امروز هزاره‌ستیزی در سراسر افغانستان به صورت گسترده وجود دارد.